# Boscos humits decidus de les Planes del Baix Ganges
Les forests humides decídues de les planes del baix Ganges o boscos caducifolis humits de les planes del Ganges Inferior són una ecoregió de l'ecozona indo-malaia, definida per la WWF, que s'estén per Bangladesh i l'est de l'Índia (codi d'ecoregió: IM0120). Aquesta ecoregió pertany a l'ecozona Boscs humits tropicals i subtropicals de fulla ampla.

## Territori
En el passat, els boscos tropicals de fulla caduca representats per aquesta ecoregió es van estendre a la part inferior del Ganges i Brahmaputra, passant pels estats indis de Bihar, Bengala Occidental, Assam, Uttar Pradesh i Orissa i la major part de Bangladesh. El monsó sud-oest de la Badia de Bengala cau a l'ecoregió amb més de 3500 mm de pluja durant els quatre mesos de juny a setembre. A més, els ciclons devastadors afecten regularment la regió, causant inundacions generalitzades.
El substrat al·luvial dipositat pels rius és argilós i poc permeable, però a les planes costaneres més estables però propenses a inundacions, el sòl acostuma a ser més arenós, amb només algunes zones disperses de sòl argilós.
L'ecoregió cobreix una àrea de 254.100 quilòmetres quadrats.

## Flora
La vegetació és semi-decídua; els arbres en alça que formen la volta del bosc són espècies de fulla caduca, mentre que la capa mitjana es caracteritza per espècies perennes. Els boscos oberts són dominats per Bombax ceiba en associació amb Albizia procera, Duabanga grandiflora i Sterculia villosa. Aquestes són les comunitats originals que després es convertiran en boscos de shala (Shorea robusta) si es permet el procés de successió natural. Tanmateix, a la majoria de la zona els boscos no poden arribar a l'etapa culminant per tota una sèrie de motius, generalment de caràcter antròpic.
Els boscos costaners es caracteritzen per una associació Acàcia-Dalbergia que inclou Senegalia catechu, Albizia procedra, Bombax ceiba, Sterculia villosa i Dalbergia sissoo. A la part més septentrional de l'ecoregió, a Assam, els boscos es consisteixen en Duabanga-Pterospermum-Terminalia en associació amb Bombax ceiba, Pterospermum acerifolium, Dendrocnide sinuata, Duabanga grandiflora, Terminalia myriocarpa i Calamus tenuis.
En zones permanentment inundades o humides, caracteritzades per sòls argilencs i una rica capa d'humus, el sotabosc està format per canyars impenetrables. Els incendis periòdics són freqüents i, per tant, en aquestes zones també hi ha espècies adaptades al foc com Ziziphus jujuba, Madhuca longifolia, Aegle marmelos, Butea monosperma, Terminalia tomentosa, Ochna pumila i moltes altres.

## Fauna
L'ecoregió no presenta alts nivells d'endemisme, però encara acull algunes espècies amenaçades. Els mamífers estan representats per 126 espècies, incloent-hi una forma gairebé endèmica, el ratpenat Tadarida teniotis. Les espècies en perill d'extinció presents aquí són el tigre (Panthera tigris), l'elefant asiàtic (Elephas maximus), el gaur (Bos gaurus), l'ós morrut (Melursus ursinus), la llúdriga de l'Índia (Lutrogale perspicillata), la civeta grossa de l'Índia (Viverra zibetha) i l'antílop quadricorni (Tetracerus quadricornis). Té una importància especial per a la conservació de l'espècie la població d'elefants presents al districte de Midnapore.
L'avifauna està representada per 380 espècies, cap de les quals és endèmica. Tanmateix, l'ecoregió acull dues espècies a nivell mundial amenaçades, el sisó de Bengala (Houbaropsis bengalensis) i el sisó emplomallat (Sypheotides indicus), així com el pigarg de Pallas (Haliaeetus leucoryphus) i el francolí d'aiguamoll (Francolinus gularis). El calau gris de l'Índia (Ocyceros birostris) i el calau becfalçat oriental (Anthracoceros albirostris) són bons indicadors de la qualitat del bosc i necessiten mesures urgents de protecció.

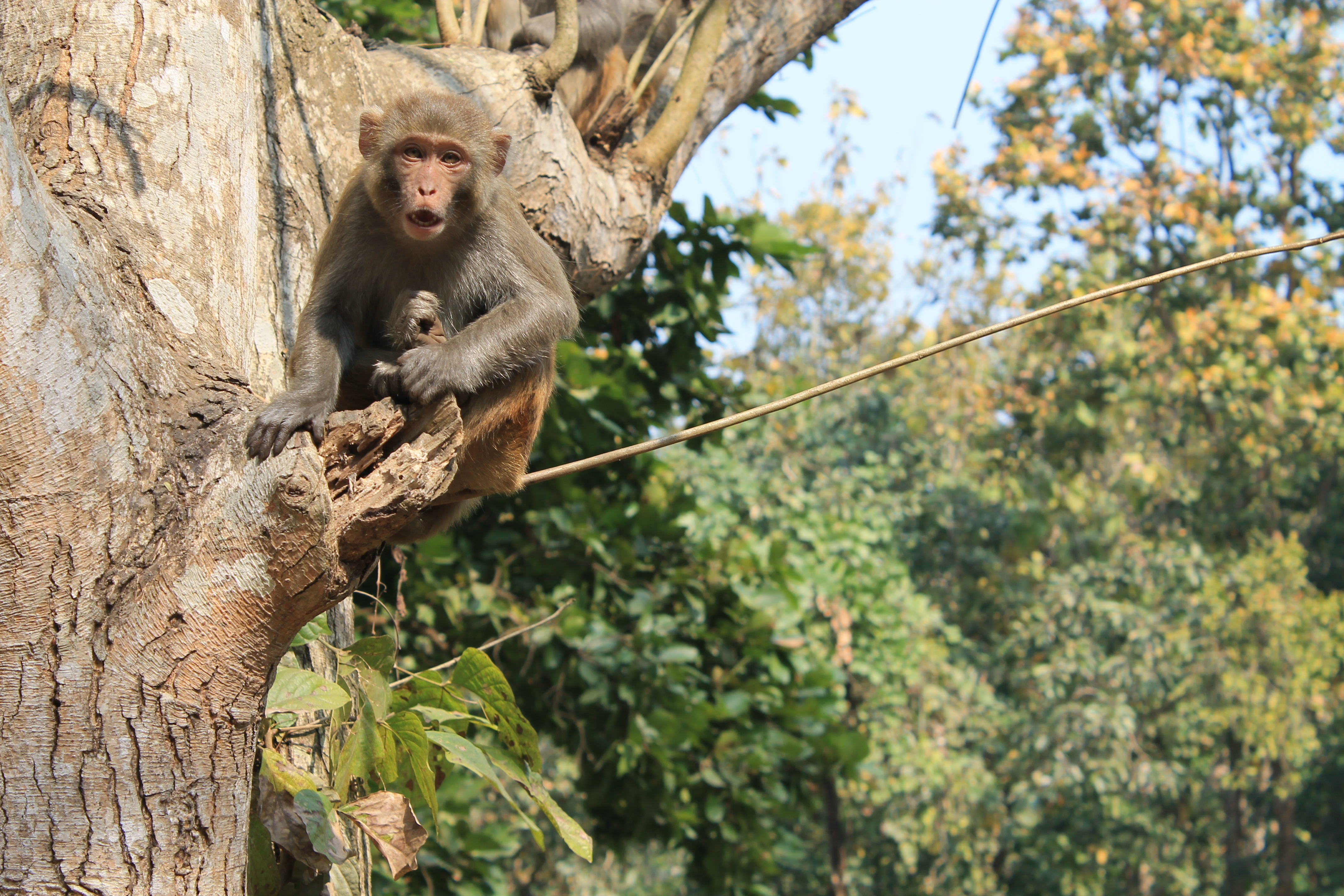
Mico en el Parc Nacional de Bhawal

## Conservació
Malgrat centenars d'anys d'activitat humana, molts boscos van romandre intactes fins a principis del segle xx. Des de llavors la taxa de desforestació s'ha accelerat i les zones cobertes amb vegetació original gairebé han desaparegut. Només aproximadament el 3% de la superfície original encara està coberta per boscos, i només queda una única àrea de grans hàbitats intactes (al sud de Varanasi). Tot i que hi ha més d'una quarantena d'àrees protegides dins de l'ecoregió, només cobreixen aproximadament el 3% de l'ecoregió i més de la meitat són petites, amb una superfície inferior a 100 km².